# Mircea Ştefănescu
Mircea Ştefănescu (Beliu, 2 dicembre 1936) è un ex pallanuotista rumeno.
Ha fatto parte della Romania che ha partecipato al torneo di pallanuoto ai Giochi di Roma 1960 e di Tokyo 1964.
Ha vinto 1 bronzo alle Universiadi del 1965.